# Otorbielak pszczeli
Otorbielak pszczeli (Ascosphaera apis (Maasen ex Claussen) L.S. Olive & Spiltoir) – gatunek grzybów z rodziny Ascosphaeriaceae.

## Systematyka i nazewnictwo
Pozycja w klasyfikacji według Index Fungorum: Ascosphaera, Ascosphaeraceae, Onygenales, Eurotiomycetidae, Eurotiomycetes, Pezizomycotina, Ascomycota, Fungi.
Po raz pierwszy zdiagnozowali go w 1921 r. Maasen i Peter Claussen nadając mu nazwę Pericystis apis. Obecną, uznaną przez Index Fungorum nazwę nadali mu Lindsay Shepherd Olive i 
Charles Francis Spiltoir w 1955 r.
Synonimy naukowe:
- Ascosphaera apis (Maasen ex Claussen) L.S. Olive & Spiltoir 1955, var. apis
- Pericystis apis Maasen ex Claussen 1921
- Pericystis apis Maasen 1916
- Pericystis apis Maasen 1916, var. apis
- Pericystis apis var. minor Prökschl & Zobl 1953

## Znaczenie
Wywołuje grzybicę otorbielakową (Ascosphaerosis larvae apium) czerwiu pszczelego. Zarodniki tego grzyba odznaczają się dużą wytrzymałością na niekorzystne warunki środowiska.